# Momoka Odaová
Momoka Odaová (japonsky 小田桃花, jméno v kaně おだ ももか, Oda Momoka; * 6. března 1994, Ócu) je japonská reprezentantka ve sportovním lezení, juniorská mistryně a vicemistryně světa v lezení na obtížnost. Na světovém poháru se umístila na třetím místě v lezení na obtížnost a v kombinaci (obtížnost a bouldering).

## Biografie
Prvního světového závodu se zúčastnila ve čtrnácti letech v roce 2008 a stala se juniorskou mistryní světa v lezení na obtížnost v kategorii B.

## Výkony a ocenění

### Závodní výsledky
| Arco Rock Master | Arco Rock Master |
| Rok              | 2010             |
| ---------------- | ---------------- |
| Obtížnost        | 13               |

| Mistrovství světa | Mistrovství světa | Mistrovství světa |
| Rok               | 2011              | 2012              |
| ----------------- | ----------------- | ----------------- |
| Obtížnost         | 27-28             | 4                 |
| Bouldering        | 9                 | —                 |

| Světový pohár       | Světový pohár      | Světový pohár          | Světový pohár      | Světový pohár        | Světový pohár           | Světový pohár | Světový pohár |
| Rok                 | 2010               | 2011                   | 2012               | 2013                 | 2014                    | 2017          | 2018          |
| ------------------- | ------------------ | ---------------------- | ------------------ | -------------------- | ----------------------- | ------------- | ------------- |
| Obtížnost           | 12-13              | 11                     | 4                  | 3                    | 16                      |               |               |
| jednotlivě* (2/2/7) | 17,13,-, 9-10,11,6 | -,-,-,-4,, · -,-,5,8,5 | ,5,4,-,-, · 12,,5, | ,,5,, · ,,20         | -,-,-,-, 17,5,11,11     |               |               |
|                     |                    |                        |                    |                      |                         |               |               |
| Bouldering          | 20                 | 31-32                  | 9                  | 7                    | 10                      | 63            | 0             |
| jednotlivě* (0/2/0) | -,-,-,-, · -,,-    | -,-,-,-,-, -,10,20,-   | 7,-,8, 15-20,4,10  | -,13,5,5, · 10,10,9, | -,10,-,-, 10-11,10,8,10 | ,27,          | ,33,          |
|                     |                    |                        |                    |                      |                         |               |               |
| Kombinace           | 6                  | 8                      | 4                  | 3                    | 3                       |               |               |

* poznámka: nalevo jsou poslední závody v roce
| Mistrovství světa juniorů | Mistrovství světa juniorů | Mistrovství světa juniorů | Mistrovství světa juniorů |
| Rok                       | 2008 kat. B               | 2011 kat. A               | 2012 juniorky             |
| ------------------------- | ------------------------- | ------------------------- | ------------------------- |
| Obtížnost                 | 1                         | 2                         | 1                         |